# Leo Janischowsky

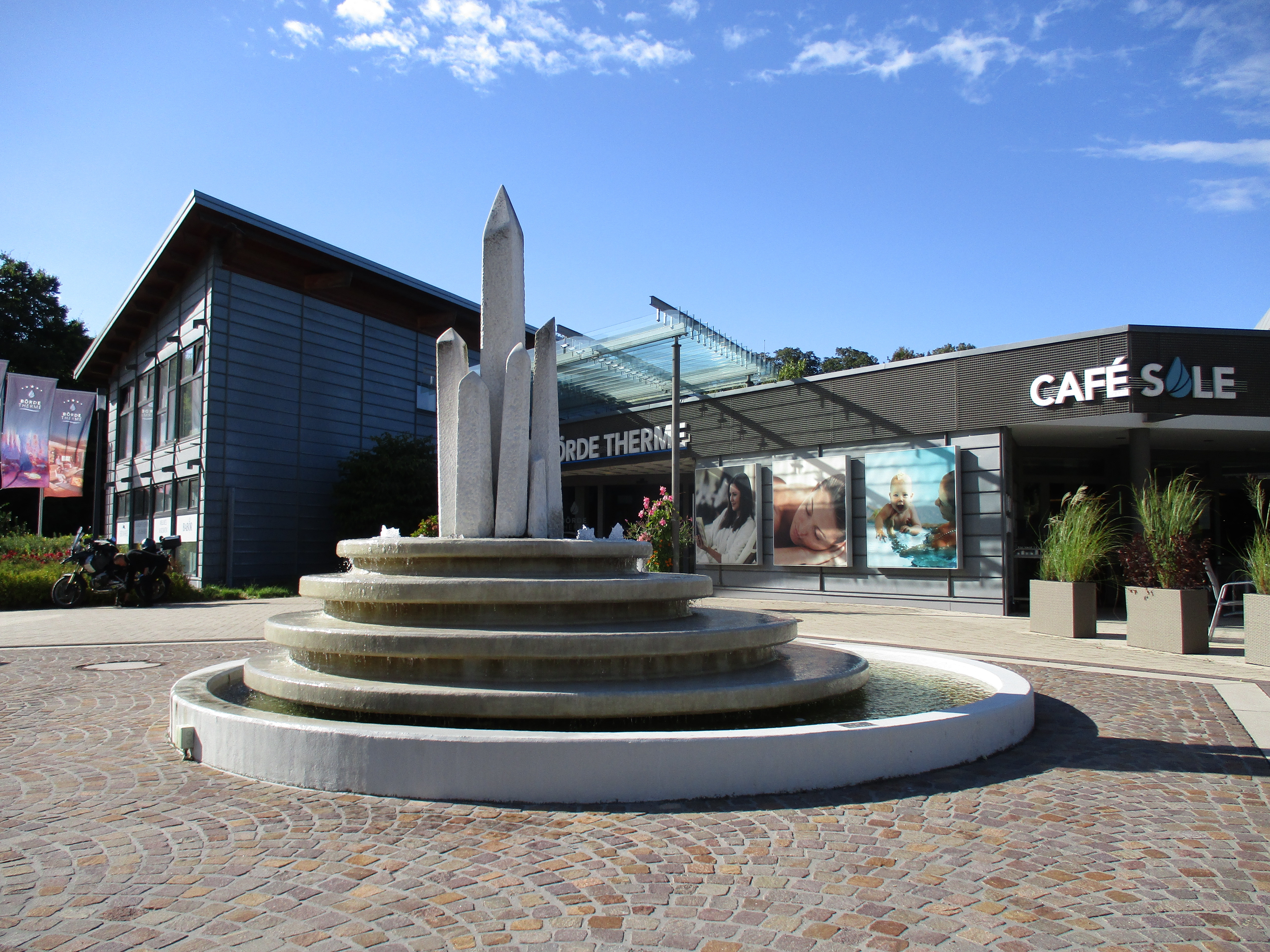
Salzkristallbrunnen von Leo Janischowsky an der Börde-Therme (2024)

Leo Janischowsky (* 1939 in Oppeln, Provinz Oberschlesien) ist ein deutscher Glasmaler und Bildhauer. 
Er machte zunächst eine Lehre als Glasmaler. Von 1963 bis 1965 studierte er an der Werkkunstschule Hannover und war Meisterschüler von Carl Buchheister. Er lebt und arbeitet zusammen mit seiner Frau Renate, zunächst in Hagen, dann in Steinfurt.
Zu seinen Werken zählen ein Mosaik im U-Bahnhof Bochum Hauptbahnhof, 1980, und die Glasfenster von St. Martin in Witten-Buchholz, 1985 bis 1988. 2003 wurde in Hopsten seine Bronzefigur „Der Tödde von Hopsten“ aufgestellt.